# La Baule-Escoublac
La Baule-Escoublac là một xã trong vùng hành chính Pays de la Loire, thuộc tỉnh Loire-Atlantique, quận Saint-Nazaire, tổng La Baule-Escoublac. Tọa độ địa lý của xã là 47° 17' vĩ độ bắc, 02° 23' kinh độ đông. La Baule-Escoublac nằm trên độ cao trung bình là 6 mét trên mực nước biển, có điểm thấp nhất là 1 mét và điểm cao nhất là 55 mét. Xã có diện tích 22,19 km², dân số vào thời điểm 1999 là 15.831 người; mật độ dân số là 713 người/km². Xã nằm khoảng 70 km về phía tây của Nantes và 450 km về phía tây nam của Paris, ngay cạnh bờ biển Đại Tây Dương.

## Thông tin nhân khẩu
| 1962   | 1968   | 1975   | 1982   | 1990   | 1999   |
| ------ | ------ | ------ | ------ | ------ | ------ |
| 13 004 | 13 336 | 15 006 | 14 553 | 14 845 | 15 831 |